# 曾經 我們一起12歲
《曾經 我們一起12歲》，是一部描寫李梨瑟與陳金德的真實人生電視劇，由何蓓蓓、高山峰主演，並於2018年2月9日起於大愛電視20:00正式首播。

## 播出時間
以下時間以當地時間（台灣時間）為準

### 電視首播
| 頻道                            | 所在地 | 播映日期                    | 播映時間 |
| 大愛電視台 （數位頻道同步播出） | 台灣   | 2018年2月9日－2018年3月10日 | 20:00    |

### 網路首播
| 頻道                 | 備註                 | 播映日期                    | 播映時間 |
| Yahoo! TV            | 與大愛電視台同步播出 | 2018年2月9日－2018年3月10日 | 20:00    |
| YouTube 大愛網路劇場 | 與大愛電視台同步播出 | 2018年2月9日－2018年3月10日 | 20:00    |

## 演員角色列表

### 主要角色
| 演員   | 角色           | 介紹 | 登場集數                                  |
| 鄧筠庭 | 李梨瑟（12歲） | 陳金德之妻 學業與運動成績優異，天資聰穎，認真負責，擔任班長幹部，以及授陳翠瓊老師指派輔導學生小老師，在12歲時受小學班導師陳翠瓊人格感召，志願長大後也要擔任國小教師 國中畢業高分考上台中第一志願台中女中（高中聯考成績632分，也達北一女錄取分數），但放棄就讀，選擇台北女師專（台北女師專聯考成績高達659分，是該年台北女師專榜首），完成擔任國小教師的心願 台北女師專畢業後如願在臺北市士東國民小學擔任班級導師，同時也幫忙帶學校童軍團兼任團長職務，並利用課餘進修台灣師範大學教育心理學系，取得學士學位。 | 第1集－第8集                              |
| 何蓓蓓 | 李梨瑟（成年） | 陳金德之妻 學業與運動成績優異，天資聰穎，認真負責，擔任班長幹部，以及授陳翠瓊老師指派輔導學生小老師，在12歲時受小學班導師陳翠瓊人格感召，志願長大後也要擔任國小教師 國中畢業高分考上台中第一志願台中女中（高中聯考成績632分，也達北一女錄取分數），但放棄就讀，選擇台北女師專（台北女師專聯考成績高達659分，是該年台北女師專榜首），完成擔任國小教師的心願 台北女師專畢業後如願在臺北市士東國民小學擔任班級導師，同時也幫忙帶學校童軍團兼任團長職務，並利用課餘進修台灣師範大學教育心理學系，取得學士學位。 | 第8集－第30集                             |
| 黃耀冬 | 陳金德（12歲） | 李梨瑟之夫 個性老實木訥，說話直接，學業成績平平 身為家中長子，時常擔起擔子去挑水，與幫忙母親的麵攤生意，成年後因緣際會再次相遇，並對李梨瑟有好感且內心很喜歡，進而追求並順利結為連理 拍照與攝影是金德平時的最大興趣，之後在故鄉開啟照相館生意 但因為不想錯過與自己兒子們成長緣故，決定辭去在沙鹿的照相館事業，搬回來台北與李梨瑟以及孩子們團聚，並在台北專門以接案子活動來幫忙照相攝影相關工作，由於小時候曾幫忙母親麵攤生意而練就出不錯廚藝，所以平時家裡三餐健康由他來掌廚。                              | 第1集－第8集                              |
| 高山峰 | 陳金德（成年） | 李梨瑟之夫 個性老實木訥，說話直接，學業成績平平 身為家中長子，時常擔起擔子去挑水，與幫忙母親的麵攤生意，成年後因緣際會再次相遇，並對李梨瑟有好感且內心很喜歡，進而追求並順利結為連理 拍照與攝影是金德平時的最大興趣，之後在故鄉開啟照相館生意 但因為不想錯過與自己兒子們成長緣故，決定辭去在沙鹿的照相館事業，搬回來台北與李梨瑟以及孩子們團聚，並在台北專門以接案子活動來幫忙照相攝影相關工作，由於小時候曾幫忙母親麵攤生意而練就出不錯廚藝，所以平時家裡三餐健康由他來掌廚。                              | 第8集－第30集                             |
| 朱永德 | 李錦連         | 李梨瑟父親 曾在工廠擔任領班工作 個性為人剛正不阿，家境清寒，但人窮志不窮，以身作則給六位兒女當作最好的榜樣 因看不慣原本工廠不顧員工安全的作為，毅然辭去工廠領班共做穩定職業，決定到外地打拼做起賣布料生意好幾年 中年後決定在沙鹿買一間屬於自己完整的家。 | 第1集－第8集 第10集－第12集 第17集 第30集 |
| 洪喻蕎 | 陳火雲         | 李梨瑟母親 李錦連妻子 是個傳統家庭主婦 非常信任丈夫的做人做事 在李錦連出外工作時，一人扛起責任掌管全家大小事務，因孩子的龐大學費緣故，以及心疼家中小孩沒錢買鞋穿感到內疚，決定到工廠擔任女工職務以便貼補家用開銷。 | 第1集－第8集 第10集－第12集 第17集 第30集 |
| 林若亞 | 陳翠瓊         | 李梨瑟與陳金德的小學老師 曾經也是李梨琴的小學老師，用心教導對待每一位學生如同自己的孩子，除了關心每位學生的課業表現，升學志願外，更重視學生的品格教育，也是李梨瑟人生志業上重要的啟蒙導師，即便年老退休教師職務後，也是和李梨瑟有常見面敘舊，並分享當老師的經驗談。 | 第1集－第7集 第11集－第12集               |
| 劉香君 | 許翠琴         | 陳金德母親 經營麵攤小吃生意。 | 第1集－第5集                              |
| 卓勝斌 | 陳新發         | 陳金德父親 | 第2集－第5集                              |

### 次要角色
| 演員   | 角色           | 介紹 | 登場集數                                           |
| 羅明順 | 蔡錦堂（12歲） | 李梨瑟與陳金德的小學同班同學 與陳金德、林宏昆、郭振雄在學校時常常一起吃飯，一起玩耍，並且自稱為「四大金剛」成員之一。 | 第1集－第7集                                       |
| 宋昱德 | 林宏昆（12歲） | 李梨瑟與陳金德的小學同班同學 與陳金德、蔡錦堂、郭振雄在學校時常常一起吃飯，一起玩耍，並且自稱為「四大金剛」成員之一。 | 第1集－第7集                                       |
| 宋昱儒 | 郭振雄（12歲） | 李梨瑟與陳金德的小學同班同學 與陳金德、蔡錦堂、林宏昆在學校時常常一起吃飯，一起玩耍，並且自稱為「四大金剛」成員之一。 | 第1集－第7集                                       |
| 鄭浚廷 | 李達（少年）   | 李梨瑟大哥 | 第1集－第4集                                       |
| 王子華 | 李健福（少年） | 李梨瑟二哥 | 第1集－第7集                                       |
| 廖姿晴 | 李梨琴（少年） | 李梨瑟大姐 | 第1集－第7集                                       |
| 蘇均容 | 李梨珠（少年） | 李梨瑟大妹 | 第1集－第7集                                       |
| 蘇晴瑄 | 李梨美（少年） | 李梨瑟二妹 | 第1集－第7集                                       |
| 蔡幼龍 | 陳金德阿公     | 陳金德阿公 非常疼愛陳家的子孫 | 第2集                                              |
| 陳玉婷 | 清蓮嫂         | 家裡務農 種植菜園 李錦連好鄰居，與陳火雲認識有話聊，也常常免費大方分享蔬菜給李家人，也曾借錢給陳火雲籌措孩子學業費用 | 第3集－第4集                                       |
| 段可風 | 鄭翠雲         | 在臺北市士東國民小學擔任導師 是李梨瑟與張淑霞的前輩同事 | 第8集－第10集 第12集－第22集 第29集－第30集        |
| 彭曉彤 | 謝靜萍         | 李梨瑟於臺北市士東國民小學擔任導師時 在臺北市合租房子的室友兼學姐 | 第8集－第10集                                      |
| 李志堅 | 李熙初         | 陳金德在臺北士林當兵服役時期的士官長，非常照顧屬下的官兵弟兄 | 第9集－第10集 第14集－第16集                       |
| 吳沛寧 | 張淑霞         | 在臺北市士東國民小學擔任美術老師 是李梨瑟與鄭翠雲的晚輩同事，也是幫忙帶童軍團的導師 | 第10集 第12集－第25集 第27集－第30集               |
| 周欣   | 詹粹芬         | 在臺北市士東國民小學擔任音樂老師 推廣靜思語教學 | 第10集 第18集－第21集 第23集 第27集－第29集        |
| 官家宇 | 教務主任       | 在臺北市士東國民小學擔任學校教務主任 屬於李梨瑟、鄭翠雲、張淑霞、詹粹芬的上司主管 | 第10集 第12集 第14集－第16集 第18集 第23集－第27集 |
| 何智仁 | 蔡健行（11歲） | 李梨瑟的學生 因父親過世，母親改嫁到日本，健行跟著阿嬤，算命師預言他長大以後會上社會頭版新聞，阿嬤信以為真，認定他是個無可救藥的孩子，健行既然不被看好，當然也就自甘墮落 後來在李梨瑟老師的開導和關愛之下深受感動，決定不再逃學、不做壞學生 蔡健行和李梨瑟老師約定，今後他只會讓李梨瑟老師看到他好，而不會看到他壞 蔡健行帶著老婆和小孩回來學校看李梨瑟老師；八年前，健行曾經回來找過李梨瑟老師，告知要去日本和母親一起生活，而事實上他並沒有去日本，是犯下了罪行要去服監；服刑兩年出獄後，健行為了擺脫過去的壞朋友，還特地跑到外縣市的建築工地去做粗工；過了半年以後，他發現自己得了癌症，命運中最壞、最糟的際遇，全都給他碰上了，但也因為有了這些磨難，讓他能更珍惜生命、珍惜擁有；他也告訴李梨瑟老師，他已經徹底的走在正正當當的道路上，從今以後永遠都不會走在岔路上 | 第13集－第16集                                     |
| 張世賢 | 蔡健行（成年） | 李梨瑟的學生 因父親過世，母親改嫁到日本，健行跟著阿嬤，算命師預言他長大以後會上社會頭版新聞，阿嬤信以為真，認定他是個無可救藥的孩子，健行既然不被看好，當然也就自甘墮落 後來在李梨瑟老師的開導和關愛之下深受感動，決定不再逃學、不做壞學生 蔡健行和李梨瑟老師約定，今後他只會讓李梨瑟老師看到他好，而不會看到他壞 蔡健行帶著老婆和小孩回來學校看李梨瑟老師；八年前，健行曾經回來找過李梨瑟老師，告知要去日本和母親一起生活，而事實上他並沒有去日本，是犯下了罪行要去服監；服刑兩年出獄後，健行為了擺脫過去的壞朋友，還特地跑到外縣市的建築工地去做粗工；過了半年以後，他發現自己得了癌症，命運中最壞、最糟的際遇，全都給他碰上了，但也因為有了這些磨難，讓他能更珍惜生命、珍惜擁有；他也告訴李梨瑟老師，他已經徹底的走在正正當當的道路上，從今以後永遠都不會走在岔路上 | 第19集－第20集                                     |
| 陳淑芳 | 蔡阿嬤         | 蔡健行的阿嬤 因隔代教養，迷信命相，使祖孫關係陷於衝突 梨瑟和金德一起輔導阿嬤，說服阿嬤認同蔡健行非壞小孩 於蔡健行國中畢業後過世 | 第13集－第16集                                     |
| 尤瓏澍 | 算命師         | 曾預言蔡健行這輩子的命不好，會到處碰壁，還會發生大事情 | 第14集                                             |
| 張志宏 | 警衛           | 在臺北市士東國民小學擔任校園警衛 | 第17集－第19集 第22集－第29集                      |
| 虞金寶 | 胡伯父         | 胡冠華的大伯父 因冠華父親長年在外跑船，冠華母親又被冠華父親趕走的緣故，所以代為照顧 | 第17集－第18集                                     |
| 李富群 | 胡冠華（14歲） | 李梨瑟的學生 與王正茂和陳子超是同班同學 是國小六年級才轉來臺北市士東國民小學的轉學生，因為國小求學期間陸續轉學過七間小學的紀錄，曾混過幫派也短暫休學過，使得比同班同學年紀稍長兩歲 個性耿直敦厚，雖然課業成績普通，但打籃球技術卓越與身材高大條件，被李梨瑟推薦擔任班級籃球隊長 | 第17集－第18集 第20集－第22集                      |
| 汪宸轅 | 陳彥儒（少年） | 李梨瑟與陳金德的大兒子 | 第17集－第21集 第23集－第24集                      |
| 陳宏宇 | 陳子豪（少年） | 李梨瑟與陳金德的二兒子 | 第17集－第21集 第23集－第24集                      |
| 蔡瑞澤 | 陳子超（12歲） | 李梨瑟的學生 個性活潑外向，說話直接乾脆 與王正茂和胡冠華是同班同學 | 第18集 第20集－第22集                              |
| 陳彥豪 | 王正茂（12歲） | 李梨瑟的學生 個性心思細膩，言行談吐穩重 與陳子超和胡冠華是同班同學 | 第18集 第20集－第22集                              |
| 王希華 | 胡爸爸         | 胡冠華父親 因為工作關係長年在外跑船，對兒子的內心虧欠，難得有空特地來見並感謝李梨瑟老師對胡冠華的照顧 | 第22集                                             |
| 蔡羽芃 | 郭媽媽         | 郭元凱母親 經營水果攤生意 因為水果攤事業忙錄，所以將兒子郭元凱交給保姆來帶 | 第23集－第28集                                     |
| 游耀光 | 郭爸爸         | 郭元凱父親 經營水果攤生意，認為郭元凱要用鐵的紀律方式管教才有用，所以常打罵兒子郭元凱 | 第25集－第28集                                     |
| 陳羽翔 | 郭元凱（12歲） | 李梨瑟的學生 與李長春是同班同學 個性城府，做事會耍點小心機，上課遲到，下課會晚回家，屬於問題學生 因從小給保姆帶，也學會看人臉色，言行舉止常讓人覺得表裡不一 | 第23集－第29集                                     |
| 趙柏翰 | 李長春（12歲） | 李梨瑟的學生 與郭元凱是同班同學 個性單純但有些孤僻，在學校表現安分守規矩，屬於乖學生型 有自己看角度的想法，喜歡畫畫，不喜歡數學與自然科目，也不擅長體育運動 | 第23集－第28集                                     |
| 林健寰 | 田英輝         | 在臺北市士東國民小學擔任第十一任校長 對於學校教師們利用早自習時間推廣靜思語教學樂觀其成，也主動去了解靜思語教學用意，適時的採買櫃子來專門用來放置教材用具方便於幫助老師們推動 | 第23集－第27集                                     |
| 胡珮璉 | 林玫伶         | 在臺北市士東國民小學擔任第十四任校長 不但是個教育學專家，同時還是兒童文學作家 有一次大愛志工媽媽們在東國民小學迎新會中，把「十個好朋友」劇本以布偶舞台劇方式演出，偶然被林校長發現，才跟大家說其實「十個好朋友」劇本的原創作者，雖然林校長是個虔誠基督徒，但是認為推動教育工作，只要有愛的理念，不會有各種宗教信仰的成見，並以自己教學專業答應李梨瑟成為教材研討會的主持人 | 第29集－第30集                                     |

## 電視劇歌曲
| 曲別   | 歌名           | 演唱者 | 作詞   | 作曲   |
| 片頭曲 | 12歲有你       | 趙詠華 | 吳嘉祥 | 吳嘉祥 |
| 片尾曲 | 從從前走到眼前 | 徐詣帆 | 十方   | 荒山亮 |

## 大愛會客室名單
| 集數   | 日期          | 來賓                   |
| 第1集  | 2018年2月12日 | 許家石、何蓓蓓、高山峰 |
| 第2集  | 2018年2月13日 | 李梨瑟、洪喻蕎、朱永德 |
| 第3集  | 2018年2月14日 | 李梨瑟、陳金德         |
| 第4集  | 2018年2月15日 | 李梨瑟、洪喻蕎         |
| 第5集  | 2018年2月16日 | 沒有來賓（幕後花絮）   |
| 第6集  | 2018年2月19日 | 何蓓蓓、高山峰         |
| 第7集  | 2018年2月20日 | 李梨瑟、陳金德         |
| 第8集  | 2018年2月21日 | 李梨瑟、陳金德、高山峰 |
| 第9集  | 2018年2月22日 | 李梨瑟、何蓓蓓         |
| 第10集 | 2018年2月23日 | 沒有來賓（幕後花絮）   |
| 第11集 | 2018年2月26日 | 李梨瑟、陳金德         |
| 第12集 | 2018年2月27日 | 李梨瑟、詹粹芬         |
| 第13集 | 2018年2月28日 | 李梨瑟、陳金德         |
| 第14集 | 2018年3月1日  | 李梨瑟、何蓓蓓、張淑霞 |
| 第15集 | 2018年3月2日  | 沒有來賓（幕後花絮）   |
| 第16集 | 2018年3月5日  | 李梨瑟、田英輝         |
| 第17集 | 2018年3月6日  | 李梨瑟、鄭翠雲、張淑霞 |
| 第18集 | 2018年3月7日  | 李梨瑟、陳金德         |
| 第19集 | 2018年3月8日  | 李梨瑟、林玫伶         |
| 第20集 | 2018年3月9日  | 沒有來賓（幕後花絮）   |

## 工作人員列表

### 製作團隊
- 監　製：王端正、葉樹姍、龐宜安
- 總策劃：賈玉華
- 製作人：許家石、劉淑敏
- 編　審：陳穎君
- 導　演：彭大衛
- 編　劇：車錢草
- 顧　問：李梨瑟、陳金德
- 製作行政：黃開誼、翁詩閔
- 企宣統籌：關兆宏
- 企　宣：朱玲慧、林志儒、魏鳳萱
- 片頭設計：謝春榮、朱福清
- 統　籌：許志清
- 執行製作：郭之廉
- 執行導演：彭志豪
- 副導演：胡宇晴
- 執行助理：陳俊佑
- 製作助理：陳木兒
- 攝影師：許永發
- 攝影助理：林學良
- 攝影器材：采像影視有限公司
- 燈光師：虞金寶
- 燈光助理：林一龍、阿祥
- 美術指導：洪明澤
- 道具師：小胖
- 道具助理：李偉聖
- 服裝師：許侑庭
- 化妝師：林僅家
- 髮型師：楊丞葶
- 場務領班：詹順杰
- 場務助理：謝明峰
- 場務器材：協明影視器材有限公司
- 剪　輯：摩指影像製作有限公司
- 剪輯師：謝春榮、蕭智嘉、朱福清
- 後　製：陳俊傑
- 劇照師：吳雅鈴
- 音　效：聲動錄音
- 音　樂：陳惟君
- 效　果：施景彬
- 混　音：高榮群
- 畫作提供：林韋甫
- 製作公司：車錢草映像有限公司
- 監製公司：慈濟傳播人文志業基金會

## 外部連結
- 曾經 我們一起12歲 官方網站 （页面存档备份，存于）－大愛劇場
- 大愛劇場的Facebook專頁

| 臺灣 大愛電視 每週一至週日 20:00 - 20:49 | 臺灣 大愛電視 每週一至週日 20:00 - 20:49          | 臺灣 大愛電視 每週一至週日 20:00 - 20:49 |
| ---------------------------------------- | ------------------------------------------------- | ---------------------------------------- |
|                                          | 曾經 我們一起12歲 （2018年2月9日－2018年3月10日） |                                          |
| 長盤決勝 （2018年1月10日－2018年2月8日） | 黃金大天團 （2018年3月11日－2018年4月9日）        |                                          |